# アナタの名字SHOW
『新型ネームエンターテインメント アナタの名字SHOW』（しんがたネームエンターテインメント アナタのみょうじショー）は、読売テレビとハウフルスの制作により、日本テレビ系列で不定期に放送されていたバラエティ番組である。2009年から2011年まで3回放送された。
第2回からアナログ放送ではレターボックス放送が行われたほか、文字多重放送、ハイビジョン制作を実施していた。

## 概要
日本テレビ系木曜21時台で放送されているレギュラー番組『秘密のケンミンSHOW』の姉妹番組。改編期に特別番組として放送されていた。
特番第3回のみ、番組内容に連動したデータ放送を実施していた。

## 内容
「名字」にスポットを当て、それぞれの名字のルーツやウンチクを紹介する。番組冒頭で日本に多い名字ベスト100を紹介し、その中からある名字に注目し、深く掘り下げる。

## 出演者

### 司会
- 関口宏
- 今田耕司
- ベッキー

### ゲストパネラー

#### 第1回
- 「佐藤」：パンチ佐藤、佐藤弘道、佐藤藍子、佐藤仁美、さとう珠緒、佐藤唯
- 「鈴木」：ガッツ石松（本名：鈴木有二）、鈴木杏樹、鈴木史朗、鈴木正幸、パパイヤ鈴木、鈴木Q太郎
- 「高橋」：高橋英樹、高橋源一郎、高橋ジョージ、高橋かおり、高橋優太、高橋メアリージュン
- 「田中」：田中健、田中義剛、田中美奈子、田中実、田中律子、田中星児

#### 第2回
- 「渡辺」：世界のナベアツ（本名：渡辺鐘）、渡辺えり、渡辺哲、渡辺直美、渡辺正行
- 「山本」：スザンヌ（本名：山本紗衣）、山本浩二、山本譲二、山本高広、山本モナ
- 「斉藤」：齊藤明雄、斉藤慶子、斉藤慶太、斉藤暁、斉藤祥太、齋藤孝
- 「東西南北」：東ちづる、西村和彦、南明奈、北村総一朗

#### 第3回
- 「伊藤」：伊藤さおり、いとうまい子、テリー伊藤
- 「山田」：山田純大、山田親太朗、山田まりや
- 「佐々木」：ささきいさお、佐々木主浩、佐々木健介
- 「山崎」：山崎樹範、山崎邦正、山咲千里
- 「高田」：高田純次、高田延彦、グッチ裕三（本名：高田裕三）
- 「沖縄の名字」：具志堅用高、知念里奈、ISSA（本名：邊土名一茶）

### ナレーター
- 真地勇志
- 郷里大輔  - 第1回のみ
- 銀河万丈 - 第2回以降

## コーナー
- 第1回
  - 名字四天王の知られざるルーツ&驚きの全国名字分布図
  - 多すぎる名字ゆえの悲哀エピソード
  - 潜入!!高橋さんの村（秋田県旧皆瀬村の、全世帯が高橋という集落）
  - 業界別名字四天王ランキング
  - 名字四天王の最良のフルネーム（姓名判断）
  - 名字四天王ベストヒットアワード（四天王名字の歌手が歌ったヒット曲ランキング）
  - 全国の「高橋ジョージ」さんによる『ロード』（THE 虎舞竜）歌唱
- 第2回
  - 全国の「山本ジョージ」さんによる『みちのくひとり旅』（山本譲二）歌唱
- 第3回
  - 全国の「ささきいさお」さんによる『宇宙戦艦ヤマト』（ささきいさお）歌唱

## 放送日時・注目した名字
| 1                                        | 2009年9月17日21:00 - 22:48 | 佐藤・鈴木・高橋・田中                   | 14.5% |
| 2                                        | 2010年4月8日21:00 - 22:48  | 渡辺・山本・斉藤・「東西南北」の付く名字 | 13.7% |
| 3                                        | 2011年3月31日21:00 - 22:48 | 伊藤・山田・佐々木・山崎・「沖縄」の名字 | 11.3% |
| 視聴率は関東地区・ビデオリサーチ社調べ。 |                            |                                          |       |

## スタッフ

### 第3回時点
- 構成：海老克哉、加藤智久、政宗史子
- リサーチ：フルタイム
- 技術：八峯テレビ
- TP：田熊克二
- SW：竹内弘佳
- カメラ：横山大輔（第3回）
- 音声：光家郁夫
- VE：田中昭博（第3回）
- 照明：瀬戸五郎（テレビ東京アート）
- 美術：フジアール（横山勇、飯塚洋行）
- CG：高村克也
- タイトルデザイン：橋本千恵子
- 収録スタジオ：テクノマックス、東京タワースタジオ
- ロケ技術：八峯テレビ、クロステレビ、ハックベリー、GPA、札幌映像プロダクション、冨永浩、森山弘喜（GPA・札幌・森山→第3回）
- 編集：大沼一真（第3回、ザ・チューブ）
- MA：柴田敏幸（ザ・チューブ）
- 音効：柳原英博・藤原大介（佳夢音）
- TK：石橋葉子
- 宣伝：關口彩香、瀬野尾光則（共に読売テレビ、第3回）
- AP：佐藤実（ハウフルス）、荒巻由希子（ytv Nextry）、根岸美弥子（よしもとクリエイティブ・エージェンシー）（全員→第3回）
- 監修：菅原正豊（ハウフルス）
- ディレクター：新川雅史・蒲田裕貴・椿原宏史（共にハウフルス、椿原→第3回）、平山勝雄（読売テレビ）
- 演出：山田謙司・本田啓一（ハウフルス、本田→第1,3回）
- プロデューサー：中島恭助（読売テレビ）、清水紀枝（ハウフルス）
- チーフプロデューサー：武野一起（読売テレビ）、津田誠（ハウフルス）、木谷俊樹（読売テレビ、第3回）
- 制作協力：ハウフルス
- 制作著作：読売テレビ

### 過去のスタッフ
- 構成：すずきB（第1回）
- カメラ：若林茂人（第1,2回）
- VE：鈴木貴裕（第1,2回）
- 編集：よしだ裕二（第1回）、加福大（第2回）
- 宣伝：竹村麻美・熊谷有里子（読売テレビ、共に第1回）、今村紀彦・仲島景子（読売テレビ、共に第2回）
- フロアディレクター：菅剛史（ガスコイン・カンパニー、第1回）
- 制作：中野雄一朗（ハウフルス、第1,2回）
- ディレクター：樫出浩行（ハウフルス、第1回）
- 演出：高城健一郎（ハウフルス、第1回）、川崎大志（ハウフルス、第2回、第1回はディレクター）